# 1094 Сибир
1094 Сибир (енгл. 1094 Siberia) је астероид главног астероидног појаса са пречником од приближно 18,05 .
Афел астероида је на удаљености од 2,884 астрономских јединица (АЈ) од Сунца, а перихел на 2,209 АЈ.
Ексцентрицитет орбите износи 0,132, инклинација (нагиб) орбите у односу на раван еклиптике 14,028 степени, а орбитални период износи 1484,657 дана (4,064 године).
Апсолутна магнитуда астероида је 11,90 а геометријски албедо 0,094.
Астероид је откривен 12. фебруара 1926. године.